# Вила Пома
Вила Пома (итал. Villa Poma) је насеље у Италији у округу Мантова, региону Ломбардија.
Према процени из 2011. у насељу је живело 1621 становника. Насеље се налази на надморској висини од 13 м.

## Становништво
| 1931. | 1936. | 1951. | 1961. | 1971. | 1981. | 1991. | 2001. | 2011. |
| ----- | ----- | ----- | ----- | ----- | ----- | ----- | ----- | ----- |
| 2.426 | 2.504 | 2.583 | 2.024 | 1.934 | 2.167 | 2.132 | 2.036 | 2.033 |